# Alexis Cárcamo
Alexis Patricio Cárcamo Varela (* 3. September 1984 in Rancagua) ist ein chilenischer Fußballspieler auf der Position des offensiven Mittelfeldspielers.

## Karriere
Alexis Cárcamo spielte in Chile professionell beim CD Magallanes, bei Deportes Santa Cruz und beim AC Barnechea. 2011 folgte der offensive Mittelfeldspieler einem Freund aus Rancagua und ging nach Neuseeland zum Amateurklub Onehunga Sports. Durch seine guten Leistungen wurde er vom Erstligisten Waikato FC verpflichtet, der sich 2013 als WaiBOP United neu gründete. 2016 löste sich der Klub auf und Cárcamo spielte für den Nachfolgeklub Hamilton Wanderers bis 2018, bei dem er Teamkapitän war und zusammen mit Landsmann Ignacio Machuca spielte. Anschließend spielte der Chilene noch für Tasman United und Manurewa AFC. Zur Zeit als aktiver Spieler gründete Cárcamo eine Fußballakademie in Neuseeland.